# 笹目村
笹目村（ささめむら）は、埼玉県北足立郡に存在した村。太平洋戦争中の1943年（昭和18年）4月1日、北西隣の美谷本村と合併して美笹村となり、消滅。

## 地理
- 埼玉県中央（北足立）地域の南部にあり、南側を東京府（現：東京都）と接する。
- 南側を、荒川が西から東に流れる。
- 全域が低地となっている。
- 2005年（平成17年現在）における戸田市の西部南側、すなわち笹目、笹目南町、早瀬、大字下笹目がほぼ旧村域にあたる。
- 上記の範囲の2006年1月1日現在の人口は、18,798人である（「埼玉県町（丁）字別人口調査」による）。

## 歴史
- 1889年（明治22年）4月1日 - 町村制施行に平行して笹目、惣右衛門の二箇村が合併し、近代的な自治体としての笹目村が成立。「笹目」の地名は中世から既に「佐々目郷」としてみられる。
- 1943年（昭和18年）4月1日 - 美谷本村との合併によって美笹村が成立し、笹目村は消滅。

消滅以降の歴史については、美笹村、戸田市の項を参照のこと。